# Gendnotes
 (août 2021).
GendNotes est une application mobile dite de prise de notes intégrée aux smartphones et tablettes Neogend utilisées par les gendarmes, autorisée depuis le décret adopté le 20 février 2020 par le premier ministre, Edouard Philippe, et le ministre de l’intérieur, Christophe Castaner.

## Utilisation et Critiques
Selon le texte du décret, parmi les données collectées figurent des informations « relatives à la prétendue origine raciale ou ethnique, aux opinions politiques, philosophiques ou religieuses, à l’appartenance syndicale, à la santé ou à la vie sexuelle ou l’orientation sexuelle »,.
Selon la Quadrature du Net, l'existence et l'utilisation de cette application était déjà attestée depuis 2017 par un rapport de l'Assemblée nationale.
Cet outil a été dénoncé comme un instrument de « fichage ethnique et politique » par Fabrice Epelboin.
Selon Oihab Allal-Cherif, professeur en technologies de l'information, l'utilisation de cette application combinée notamment à l'emploi de StopCovid, qui facilite le traçage et la géolocalisation, pourrait porter atteintes aux libertés indivuduelles et au secret médical.

## Validation par la CNIL
Dans sa délibération, la CNIL révèle avoir obtenu des garanties du ministère « à savoir que les informations enregistrées dans ces champs libres ne pourront pas alimenter d'autres traitements et qu'elles seront uniquement accessibles via l'application ». Plusieurs autres garanties ont été apportées comme la non-utilisation de la reconnaissance faciale sur les photos d’identité. L'usage de cette application doit être réalisée par les autorités judiciaires et les forces de police et de gendarmerie « dans la stricte limite où l'exercice de leurs compétences le rend nécessaire, sous réserve que le cadre dans lequel ces informations ont été collectées rende possible cette communication, et dans la stricte limite du besoin d'en connaître ».

## Restriction par le Conseil d'Etat
Par une décision du 13 avril 2021, le Conseil d'Etat annule la possibilité de transférer les données de l'application Gendnotes vers d'autres fichiers. Il constate que le décret du 20 février 2020 autorisant l'usage de l'application n'indique pas la nature ou l’objet de transferts de ses données vers d’autres fichiers. Dès lors, le Conseil d’État juge que cette finalité du traitement GendNotes n’est pas « déterminée, explicite et légitime », et manque donc au respect des dispositions de la loi « Informatique et libertés »du 6 juin 1978.
En revanche le Conseil d'État estime que les autres finalités de l’application GendNotes, ainsi que leurs conditions de mise en œuvre sont conformes à la loi.